# Antarctithrissops australis
Antarctithrissops australis è un pesce osseo estinto, appartenente agli ittiodectiformi. Visse nel Giurassico superiore (Titoniano, circa 150 milioni di anni fa) e i suoi resti fossili sono stati ritrovati in Antartide.

## Descrizione
Questo pesce era dotato di un corpo snello e allungato, e poteva raggiungere i 30 centimetri di lunghezza. La pinna dorsale e la pinna anale erano situate in posizione arretrata, e la pinna dorsale era più corta di quella anale. Antarctithrissops era caratterizzato da un preopercolo corto e largo, con i rami ventrale e dorsale di lunghezza quasi uguale e formanti un angolo di 90 gradi. Il margine posteriore del preopercolo era sprovvisto della tipica tacca degli altri ittiodectiformi. Erano inoltre presenti lunghi rami sensori sul preopercolo, che raggiungevano il ramo ventrale, al contrario di quanto si riscontra solitamente negli ittiodectiformi. Gli archi neurali ed emali erano fusi ad autocentri ben sviluppati nella regione caudale. Le vertebre erano caratterizzate da numerose creste orizzontali, mentre i processi epineurali raggiungevano i primi pterigiofori dorsali. Le scaglie erano grandi e cicloidi, di forma ovale o leggermente rettangolare, con circuli nel campo anteriore e raggi nella parte posteriore e anteriore. Un sottile strato di osso ricopriva l'intera scaglia, al contrario degli altri ittiodectiformi.

## Classificazione
Antarctithrissops è un rappresentante arcaico degli ittiodectiformi, un gruppo di pesci teleostei vissuti tra il Giurassico medio e il Cretaceo superiore dalle abitudini generalmente predatorie. In particolare, Antarctithrissops è considerato un membro della famiglia Allothrissopidae, comprendente forme dal corpo snello come Allothrissops e Occithrissops. 
Antarctithrissops australis venne descritto per la prima volta nel 2004 sulla base di resti fossili rinvenuti una decina di anni prima nella zona di Longing Gap in Antartide, in terreni risalenti al Titoniano. 

## Paleobiogeografia
La scoperta di Antarctithrissops ha permesso di estendere notevolmente la distribuzione spaziotemporale degli ittiodectiformi, in precedenza sconosciuti in terreni giurassici nei continenti meridionali.